# 62. Oscar-gála
A 62. Oscar-gálán az Amerikai Filmművészetek és Filmtudományok Akadémiája (AMPAS) az 1989-es év legjobb filmjeit és filmeseit díjazta. A ceremóniát 1990. március 26-án tartották, az Akadémia összesen huszonhárom kategóriában osztott ki elismeréseket.
A legtöbb, négy díjat a Miss Daisy sofőrje című vígjáték-dráma nyerte meg, köztük a legjobb filmnek járó díjat is. A legjobb női főszereplő Jessica Tandy (Miss Daisy sofőrje), a legjobb női mellékszereplő pedig Brenda Fricker (A bal lábam) lett. A legjobb férfi főszereplőnek járó díjat Daniel Day-Lewis (A bal lábam) vehette át, míg a legjobb férfi mellékszereplő díjjal Denzel Washingtont (Az 54. hadtest) tüntették ki.

## Díjazottak
| Kategória                     | Győztes                                   |                                                                      |
| ----------------------------- | ----------------------------------------- | -------------------------------------------------------------------- |
| Legjobb film                  | Miss Daisy sofőrje                        | Richard D. Zanuck, Lili Fini Zanuck                                  |
| Legjobb férfi főszereplő      | Daniel Day-Lewis                          | A bal lábam                                                          |
| Legjobb női főszereplő        | Jessica Tandy                             | Miss Daisy sofőrje                                                   |
| Legjobb férfi mellékszereplő  | Denzel Washington                         | Az 54. hadtest                                                       |
| Legjobb női mellékszereplő    | Brenda Fricker                            | A bal lábam                                                          |
| Legjobb rendező               | Oliver Stone                              | Született július 4-én                                                |
| Legjobb eredeti forgatókönyv  | Holt költők társasága                     | Tom Schulman                                                         |
| Legjobb adaptált forgatókönyv | Miss Daisy sofőrje                        | Alfred Uhry                                                          |
| Legjobb fényképezés           | Az 54. hadtest                            | Freddie Francis                                                      |
| Legjobb vágás                 | Született július 4-én                     | David Brenner, Joe Hutshing                                          |
| Legjobb látványtervezés       | Batman                                    | Anton Furst, Peter Young                                             |
| Legjobb kosztümtervező        | V. Henrik                                 | Phyllis Dalton                                                       |
| Legjobb smink/maszk           | Miss Daisy sofőrje                        | Manlio Rocchetti, Lynn Barber, Kevin Haney                           |
| Legjobb eredeti filmzene      | A kis hableány                            | Alan Menken                                                          |
| Legjobb eredeti betétdal      | A kis hableány                            | „Under the Sea”                                                      |
| Legjobb hang                  | Az 54. hadtest                            | Donald O. Mitchell, Gregg Rudloff, Elliot Tyson, Russell Williams II |
| Legjobb hangvágás             | Indiana Jones és az utolsó kereszteslovag | Ben Burtt, Richard Hymns                                             |
| Legjobb képi effektusok       | A mélység titka                           | Hoyt Yeatman, Dennis Muren, John Bruno, Dennis Skotak                |
| Legjobb idegen nyelvű film    | Cinema Paradiso                           | Olaszország                                                          |
| Legjobb dokumentumfilm        | Common Threads: Stories from the Quilt    | Rob Epstein, Bill Couturié                                           |
| Legjobb rövid dokumentumfilm  | The Johnstown Flood                       | Charles Guggenheim                                                   |
| Legjobb animációs rövidfilm   | Balance                                   | Christoph Lauenstein, Wolfgang Lauenstein                            |
| Legjobb rövidfilm             | Work Experience                           | James Hendrie                                                        |

## Kategóriák és jelöltek

### Legjobb film
Miss Daisy sofőrje (Richard D. Zanuck, Lili Fini Zanuck)
- Született július 4-én (Born on the Fourth of July) (A. Kitman Ho, Oliver Stone)
- Holt költők társasága (Steven Haft, Paul Junger Witt, Tony Thomas)
- Baseball álmok (Field of Dreams) (Lawrence Gordon, Charles Gordon)
- A bal lábam (Noel Pearson)

### Legjobb színész
Daniel Day-Lewis (A bal lábam)
- Tom Cruise (Született július 4-én (Born on the Fourth of July))
- Robin Williams (Holt költők társasága)
- Morgan Freeman (Miss Daisy sofőrje)
- Kenneth Branagh (V. Henrik)

### Legjobb színésznő
Jessica Tandy (Miss Daisy sofőrje)
- Isabelle Adjani (Camille Claudel)
- Michelle Pfeiffer (Azok a csodálatos Baker fiúk (The Fabulous Baker Boys))
- Jessica Lange (Music Box)
- Pauline Collins (Shirley Valentine)

### Legjobb mellékszereplő színész
Denzel Washington (Az 54. hadtest)
- Martin Landau (Bűnök és vétkek)
- Danny Aiello (Szemet szemért)
- Dan Aykroyd (Miss Daisy sofőrje)
- Marlon Brando (Száraz fehér évszak (Forrongó évszak))

### Legjobb mellékszereplő színésznő
Brenda Fricker (A bal lábam)
- Anjelica Huston (Ellenségek - Szerelmi történet)
- Lena Olin (Ellenségek - Szerelmi történet)
- Dianne Wiest (Vásott szülők)
- Julia Roberts (Acélmagnóliák)

### Legjobb rendező
Oliver Stone (Született július 4-én (Born on the Fourth of July))
- Woody Allen (Bűnök és vétkek)
- Peter Weir (Holt költők társasága)
- Kenneth Branagh (V. Henrik)
- Jim Sheridan (A bal lábam)

### Legjobb eredeti forgatókönyv
Holt költők társasága (Tom Schulman)
- Bűnök és vétkek (Woody Allen)
- Szemet szemért (Spike Lee)
- Szex, hazugság, video (Steven Soderbergh)
- Harry és Sally (Nora Ephron)

### Legjobb adaptált forgatókönyv
Miss Daisy sofőrje (Alfred Uhry)
- Született július 4-én (Born on the Fourth of July) (Oliver Stone, Ron Kovic)
- Ellenségek - Szerelmi történet (Roger L. Simon, Paul Mazursky)
- Baseball álmok (Field of Dreams) (Phil Alden Robinson)
- A bal lábam (Jim Sheridan, Shane Connaughton)

### Legjobb fényképezés
Az 54. hadtest (Freddie Francis)
- A mélység titka (Mikael Salomon)
- Blamázs (Haskell Wexler)
- Született július 4-én (Born on the Fourth of July) (Robert Richardson)
- Azok a csodálatos Baker fiúk (The Fabulous Baker Boys) (Michael Ballhaus)

### Legjobb vágás
Született július 4-én (Born on the Fourth of July) (David Brenner, Joe Hutshing)
- Miss Daisy sofőrje (Mark Warner)
- Azok a csodálatos Baker fiúk (The Fabulous Baker Boys) (William Steinkamp)
- Az 54. hadtest (Steven Rosenblum)
- L'Ours (Noëlle Boisson)

### Legjobb látványtervezés
Batman (Anton Furst, Peter Young)
- A mélység titka (Leslie Dilley, Anne Kuljian)
- Münchhausen báró kalandjai (Dante Ferretti, Francesca Lo Schiavo)
- Miss Daisy sofőrje (Bruno Rubeo, Crispian Sallis)
- Az 54. hadtest (Norman Garwood, Garrett Lewis)

### Legjobb kosztümtervező
V. Henrik (Phyllis Dalton)
- Münchhausen báró kalandjai (Gabriella Pescucci)
- Miss Daisy sofőrje (Elizabeth McBride)
- Harlemi éjszakák (Joe I. Tompkins)
- Valmont (Theodor Pistek)

### Legjobb smink/maszk
Miss Daisy sofőrje (Manlio Rocchetti, Lynn Barber, Kevin Haney)
- Münchhausen báró kalandjai (Maggie Weston, Fabrizio Sforza)
- Drága papa (Dick Smith, Ken Diaz, Greg Nelson)

### Legjobb eredeti filmzene
A kis hableány (The Little Mermaid) (Alan Menken)
- Született július 4-én (Born on the Fourth of July) (John Williams)
- Azok a csodálatos Baker fiúk (The Fabulous Baker Boys) (Dave Grusin)
- Baseball álmok (Field of Dreams) (James Horner)
- Indiana Jones és az utolsó kereszteslovag (Indiana Jones and the Last Crusade) (John Williams)

### Legjobb eredeti betétdal
A kis hableány (The Little Mermaid) – Alan Menken, Howard Ashman: „Under the Sea”
- Az ég is tévedhet – Tom Snow, Dean Pitchford: „After All”
- A kis hableány (The Little Mermaid) – Alan Menken, Howard Ashman: „Kiss the Girl”
- Vásott szülők – Randy Newman: „I Love to See You Smile”
- Shirley Valentine – Marvin Hamlisch, Alan Bergman, Marilyn Bergman: „The Girl Who Used to Be Me”

### Legjobb hang
Az 54. hadtest (Donald O. Mitchell, Gregg Rudloff, Elliot Tyson, Russell Williams II)
- A mélység titka (Don J. Bassman, Kevin F. Cleary, Richard Overton, Lee Orloff)
- Fekete eső (Donald O. Mitchell, Kevin O'Connell, Greg P. Russell, Keith A. Wester)
- Született július 4-én (Born on the Fourth of July) (Michael Minkler, Gregory H. Watkins, Wylie Stateman, Tod A. Maitland)
- Indiana Jones és az utolsó kereszteslovag (Indiana Jones and the Last Crusade) (Ben Burtt, Gary Summers, Shawn Murphy, Tony Dawe)

### Legjobb hangvágás
Indiana Jones és az utolsó kereszteslovag (Indiana Jones and the Last Crusade) (Ben Burtt, Richard Hymns)
- Fekete eső (Milton C. Burrow, William L. Manger)
- Halálos fegyver 2 (Robert G. Henderson, Alan Robert Murray)

### Legjobb képi effektusok
A mélység titka (Hoyt Yeatman, Dennis Muren, John Bruno, Dennis Skotak)
- Münchhausen báró kalandjai (Richard Conway, Kent Houston)
- Vissza a jövőbe II (Ken Ralston, Michael Lantieri, John Bell, Steve Gawley)

### Legjobb idegen nyelvű film
Cinema Paradiso (Olaszország)
- Camille Claudel (Franciaország)
- Tanzen mit Regitze (Dánia)
- Jesus von Montreal (Kanada)
- Don Santiagos späte Liebe (Puerto Rico)

### Legjobb dokumentumfilm
Common Threads: Stories from the Quilt (Rob Epstein, Bill Couturié)
- Adam Clayton Powell (Richard Kilberg, Yvonne Smith)
- Crack USA: County Under Siege (Vince DiPersio, Bill Guttentag)
- For All Mankind (Al Reinert, Betsy Broyles Breier)
- Super Chief: The Life and Legacy of Earl Warren (Judith Leonard, Bill Jersey)

### Legjobb rövid dokumentumfilm
The Johnstown Flood (Charles Guggenheim)
- Fine Food, Fine Pastries, Open 6 to 9 (David Petersen)
- Yad Vashem: Preserving the Past to Ensure the Future (Ray Errol Fox)

### Legjobb animációs rövidfilm
Balance (Christoph Lauenstein, Wolfgang Lauenstein)
- The Hill Farm (Mark Baker)
- Korova (Alexandr Petrov)

### Legjobb rövidfilm
Work Experience (James Hendrie)
- Amazon Diary (Robert Nixon)
- The Child Eater (Jonathan Tammuz)

## Végső eredmény
(Győzelem/jelölés)
| 4/9 | Miss Daisy sofőrje                        |
| 3/5 | Az 54. hadtest                            |
| 2/8 | Született július 4-én                     |
| 2/5 | A bal lábam                               |
| 2/3 | A kis hableány                            |
| 1/4 | Holt költők társasága                     |
| 1/4 | A mélység titka                           |
| 1/3 | V. Henrik                                 |
| 1/3 | Indiana Jones és az utolsó kereszteslovag |
| 1/1 | Batman                                    |